# Hermann Detering
Hermann Detering (* 1953 in Oldenburg; † 18. Oktober 2018 in Neukirchen (Altmark)) war ein deutscher evangelischer Theologe und Buchautor.

## Leben und Wirken
Nach dem Abitur studierte Detering ab 1972 Germanistik, Altphilologie und evangelische Theologie in Berlin (Kirchliche Hochschule Berlin). Von 1992 bis zum 11. Oktober 2009 arbeitete er als Pfarrer in der Melanchthongemeinde in Berlin-Spandau. Er ging krankheitsbedingt in den Ruhestand.
1991 promovierte er während seines Pfarrdienstes bei Walter Schmithals mit einer Arbeit über die niederländische Radikalkritik; der Titel der Arbeit lautete: Paulusbriefe ohne Paulus? Die Paulusbriefe in der holländischen Radikalkritik. Bei Schmithals war er schon während seines Studiums wissenschaftlicher Mitarbeiter gewesen.
Hermann Detering starb am 18. Oktober 2018 und hinterließ Frau und vier Kinder.

### Die Paulusbriefe
Detering vertrat die These, alle Paulusbriefe seien Pseudepigraphen und Jesus von Nazaret sei keine historische Figur, sondern ein nachträglich von Christen historisierter Jesus-Mythos.
In seinen Werken Paulusbriefe ohne Paulus? (1992) und Der gefälschte Paulus (1995) übernahm Detering die Thesen der Hauptvertreter der niederländischen Radikalkritik Abraham Dirk Loman (1823–1897), Willem Christiaan van Manen (1842–1905) und Gustaaf Adolf van den Bergh van Eysinga (1874–1957): Alle Paulusbriefe seien erst im 2. Jahrhundert entstanden und somit Paulus nur zugeschrieben worden. Der erste Clemensbrief und die Ignatiusbriefe, die einige Paulusbriefe erwähnen, seien ihrerseits spätere Fälschungen. Eine nur in Notizen einiger Kirchenväter überlieferte Kurzfassung der Paulusbriefe von Marcion (um 150) sei ursprünglich. Die Großkirche habe diese Vorlage durch Textzusätze erweitert. Auf diese verschiedenen Autoren seien innere Widersprüche in den Paulusbriefen zurückzuführen. Die Figur des Paulus sei legendarisch. Simon Magus, den die Kirche zum Urbild der Gnosis und aller Häretiker erklärt habe, sei der historische Ursprung der Paulus-Figur.
Deterings Thesen sind im bibelwissenschaftlichen Diskurs nicht anerkannt, eine Reihe von Neutestamentlern wiesen sie zurück. Jürgen Becker betrachtet Deterings Umgang mit den Quellen hinsichtlich seiner Identifikation des Paulus mit Simon Magus als „sehr fantasievoll“. Detering müsse der Apostelgeschichte des Lukas jeden Geschichtswert absprechen. Außerdem müsse er den ersten Clemensbrief und die Ignatiusbriefe zu Fälschungen erklären, weil sie Paulusbriefe vor Marcion bezeugten. Dass die Großkirche die angeblichen Marcionprodukte überarbeitet habe, um sie in ihren NT-Kanon aufzunehmen, sei eine „bizarre Vermutung“.

### Gnosis, Theravada und Basilides
In einer weiteren wissenschaftlichen Untersuchung sah Detering den Einfluss des frühen Theravada-Buddhismus auf den Gnostiker Basilides. Er listet einige Parallelen zwischen dem Buddhismus und der Gemeinschaft der Therapeutae auf, wie sie von  Philo von Alexandria beschrieben worden waren. So fand Detering spezifische äußerliche  Merkmale wie die allgemeine Zusammensetzung eines buddhistischen Ordens, etwa getrennt lebende Männer und Frauen, sowie die Haltung, Kleidung und Rangfolge der Mönche. Schon zur Zeit des interkulturellen Austauschs (bedingt durch König Ashoka) hatten in dieser Phase des Buddhismus die Orden (Sangha) einen hohen Organisationsgrad und ein festgelegtes Protokoll erreicht.
In seinem Werk Falsche Zeugen (2011) bestritt Detering die Aussagekraft außerchristlicher antiker Erwähnungen Jesu.

## Veröffentlichungen
- Paulusbriefe ohne Paulus? Die Paulusbriefe in der holländischen Radikalkritik. 1992.
- Der gefälschte Paulus. Das Urchristentum im Zwielicht. (1995) Patmos, Wuppertal 2012
  - Englische Ausgabe: Darrell J. Doughty (Übersetzer und Hrsg.): The Falsified Paul: Early Christianity in the Twilight. In: The Journal of Higher Criticism 10/Nr. 2 (2003), S. 2–199.
- Turmel redivivus – Die Ignatianen als marcionitische Pseudepigrapha. Berlin 2007 PDF; 616 kB, 54 Seiten auf radikalkritik.de
- Falsche Zeugen: Außerchristliche Jesuszeugnisse auf dem Prüfstand. 2011.
- Die Lust der Welt und die Kunst der Entsagung. 2013.
- O du lieber Augustin – Falsche Bekenntnisse? 2014.
- Christi Brüder. Wie heidnische Mythen das Christusbild prägten. Bd. 1. Attis, Adonis Tammuz. Eigenverlag, 2017, ISBN 978-1-973278-78-8.
- Die Gegner des Paulus - Judaistenthese 2. Jahrhundert. 4. Juli, 2018 (radikalkritik.de)
- Die gnostische Interpretation des Exodus und die Anfänge des Josua-Jesus-Kultes. Buddha, Josua, Jesus und der Weg zum anderen Ufer. Independently published, Leipzig 2018, ISBN 978-1-980796-05-3.
- Spuren indischer Philosophie bei Basilides  1. Teil: Basilides referiert Sāṃkhya 1 (academia.edu auf academia.edu)
- Der „Anstand“ und der Aufstand der Neo-Spießer. 20. September 2018, Achgut.com achgut.com